# Obični stolisnik
Obični stolisnik (Hajdučka trava ili hajdučica, sporiš, ranjenik; Achillea millefolium) biljna je vrsta iz obitelji glavočike (Asteraceae). Stolisnik je vrlo rasprostranjena biljka, česta po livadama. 
Znanstveni naziv nosi po starogrčkom mitološkom junaku Ahileju, koji je, prema Ilijadi, stolisnikom liječio svoje rane. 
Neke su vrste stolisnika poznate po svojem ljekovitom djelovanju, koje se rabi u narodnoj i alternativnoj medicini.
Sasvim je mlada biljka jestiva.

## Opis
Biljka je visoka između 20 i 40 cm. Stabljika je okrugla i ispunjena, gola ili ponekad dlakava. Listovi su perasto razdijeljeni u brojne sitne listiće. Na vrhovima stabljika formiraju se cvatovi s brojnim malim cvjetovima, koji su najčešće bijeli, ali mogu biti i ružičasti ili žuti.
Način oprašivanja: oprašuju ga kukci. 
Ugroženost ili zaštita: biljka je rasprostranjena tako da nije ni ugrožena ni zakonom zaštićena. 

### Kemijski sastav
U vrijeme cvjetanja ubrana biljka sadrži alkaloid ahilein(0,05 % ),vitamin K,askorbinsku kiselinu,tanin,do 1 % eteričnog ulja,koje sadrži do 30 % azulena,pinen,borneol,kompleksne etere,kamfor,tujon,cineol ( do 10 % ),mravlju,octenu i izovalerijansku kiselinu,te alkohole ( do 20 % ).
Od makroelemenata (mg/g) nadzemni dijelovi sadrže 35,90 kalija, kalcija 11,80, magnezija 2,60 i željeza 0,20.
Mikroelementi (mkg/g )mangan (0,09 ), bakar (0,74), cink (0,68), kobalt (0,13), molibden (3,20), krom i vanadij po (0,02), aluminij (0,04), selen (6,25), nikl (0,20), bor (44,00), stroncij (0,13),olovo (0,03), jod (0,05).

## Primjena u narodnoj medicini
Biljka se široko koristi u medicini u raznim državama kao hemostatik (za nosna, maternična, plućna, hemoroidalna i druga krvarenja), za kolitis, razne bolesti gastrointestinalnog trakta, čir želuca i dvanaestnika, upalne bolesti mokraćnog sustava, kao adstrigentno sredstvo za gastrointestinalne bolesti poput crijevnih poremećaja, ima protuupalna i baktericidna svojstva. Koristi se u obliku infuzije, dekokta, te ekstrakata.  Pripravci u mješavini s koprivom koriste se kao hemostatsko i umirujuće sredstvo za unutarnja i vanjska krvarenja.
U narodnoj medicini se koristi za malariju, nesanicu, urolitijazu, neke bolesti jetre i inkontinenciju mokraće, za zacjeljivanje rana i kao hemostatik pri teškim menstruacijama.
U veterinarskoj medicini se koristi kao anthelmintik i za gastrointestinalne bolesti u teladi. Dodatak biljke sijenu potiče probavljivost istog.

## Vanjske poveznice
https://pfaf.org/user/plant.aspx?LatinName=Achillea+millefolium